# Мікрофібра

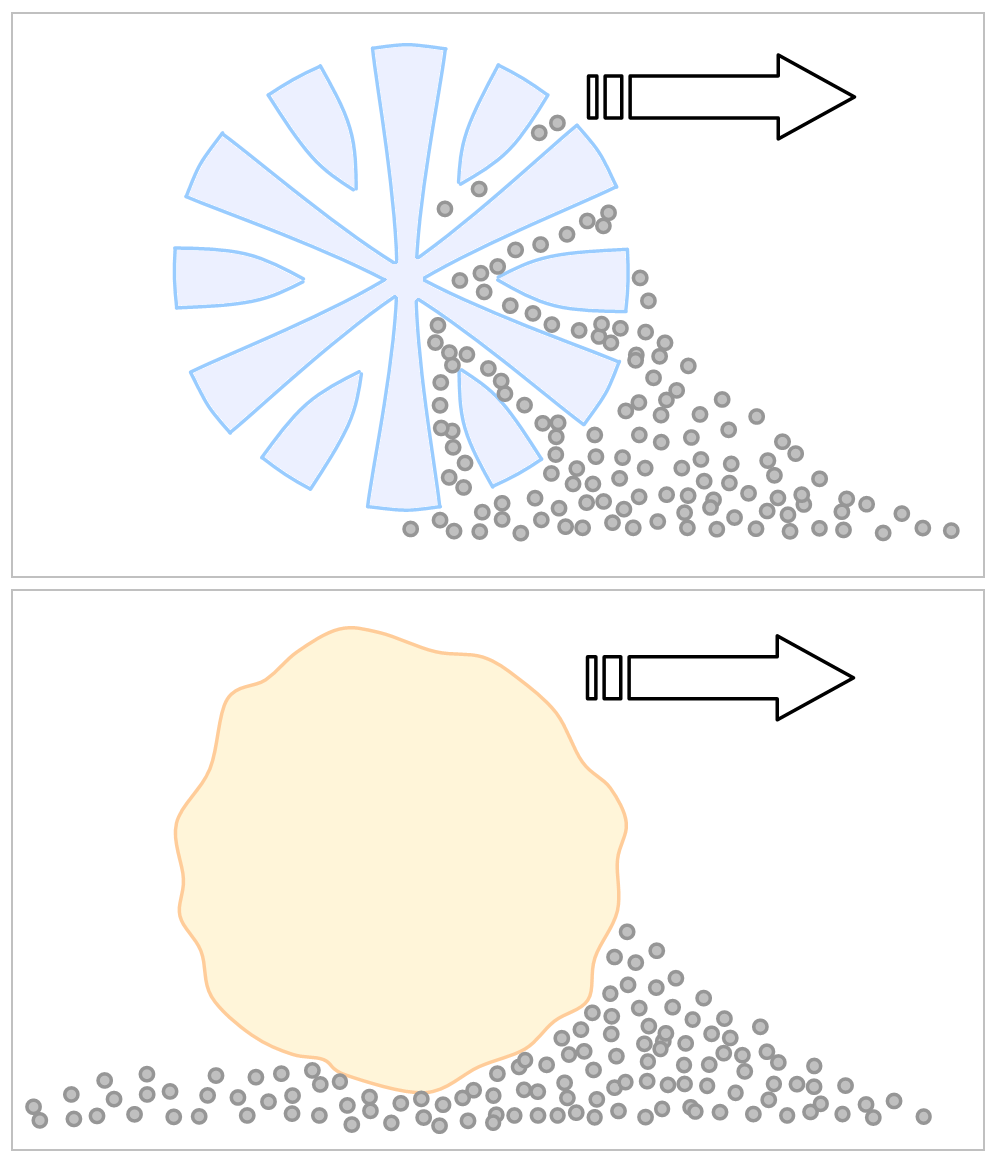
Зверху — волокно мікрофібри, знизу — волокно бавовни.

Мікрофібра (англ. microfiber або microfibre) або мікроволокно — тканина, вироблена з волокон поліестеру, також може складатися з волокон поліаміду й інших полімерів. Свою назву тканина отримала через товщину волокон, яка дорівнює кільком мікрометрам. Мікроволокно використовується у виробництві тканих, нетканих і трикотажних тканин. Також мікрофібра може бути використана у виробництві одягу, оббивці, в промислових фільтрах, у прибиральній продукції.

## Матеріал
Мікроволокно виготовляється з волокна розміром менше 1 ден, волокна об'єднуються для формування пряжі. Сучасна нитка мікроволокна при довжині в 100 000 метрів важить всього 6 грамів.

### Історія
Виробництво надтонкого волокна (менше 0,7 ден) почалося в кінці 1950 року з використанням технології кручення нитки з розплавленої маси. Мікроволокно було розроблено в Японії у 1976 році.

### Виробництво
У виробництві мікроволокна використовують поліамід та поліестери. Поліамідна нитка заздалегідь готується — їй надають зіркоподібну форму. Потім підготовлену поліамідну нитку опускають в розплавлений поліефір, пропускають через найтонші отвори і потім охолоджують. Після охолодження нитки поліефіру відокремлюються від поліамідної основи і відправляються на виробництво тканини.

### Технологія
Виробництво мікроволокна — високоточний процес, оскільки необхідно отримати полімерну нитку з діаметром в одну десяту або навіть в соті частки міліметра. Для виробництва мікроволокна використовуються екструдери (від лат. Extrudo — видавлювати) — машини для розм'якшення (пластикації) матеріалів та надавання їм форми шляхом продавлювання через профілюючий інструмент (так звану екструзійну голівку), перетин якого відповідає конфігурації виробу. Процес переробки матеріалів в екструдері називається екструзією.
Оскільки останнім часом мікроволокно видавлюють у формі подвійної нитки (внутрішня поліамідна «зірочка» і зовнішній поліестеровий контур), технологія його виробництва ще більше ускладнилася. На виході з екструдера, охолодження подвійної нитки водою призводить до відділення поліамідної і поліестерової складових нитки, в результаті чого кожна мікронитка має дуже високу площу мікрозазору, що і призводить до високої всмоктуючої здатності тканини.
Кінцева якість мікроволокна залежить від геометричних параметрів ниток, конуса стиснення в екструдері, температурного режиму тощо.

## Властивості мікроволокна
Мікроволокно має високу стійкість, багату палітру яскравих відтінків, повністю піддається пранню. Тканини з мікроволокна мають підвищену поглинальну здатність завдяки дуже малому діаметру перетину нитки (тканина виходить більш «губчастою»).
Підходить для виробництва м'яких меблів.
- Не залишає після себе волокон
- Не линяє
- Не скачується
- Рідини не проникають всередину волокна
- Вбирає набагато більше води, ніж звичайна тканина
- Швидко висихає після прання

Застосовується для виробництва одягу. Завдяки насиченості повітрям тканина з мікроволокна має здатність добре зберігати тепло, при цьому одяг може бути легшим і тоншим у порівнянні зі зробленим з інших тканин.

## Недоліки
- Оскільки в основі мікроволокна лежить поліестерова нитка, його не рекомендується сушити на батареях, прасувати або піддавати тепловій обробці.
- Після накопичення достатньої кількості жиру в полотні з мікрофібри воно повністю втрачає здатність вбирати воду.

## Використання
Сфери використання мікрофібри останнім часом значно розширились:
- Найчастіше з мікроволокна виготовляють товари для прибирання. Мікрофібра має чудову властивість видаляти жир і пил без хімічних засобів, тому з неї шиють серветки для миття посуду, протирання чи чищення поверхонь. А завдяки своїм ефективним поглинаючим властивостям, мікрофібра є найкращим матеріалом для виготовлення килимків для ванни та передпокою.
- Мікроволокно також застосовується у виробництві постільної білизни, ковдр, пледів і навіть штор. Вироби з цієї тканини довговічні та гіпоалергенні.
- З мікроволокна виготовляють чимало різних видів тканин, які активно використовуються у фешн-індустрії. З цього матеріалу шиють одяг для спорту та відпочинку (пончо, халабани, спортивні костюми, топи), сукні, костюми для дому, спідню білизну, панчішні вироби та шкарпетки.
- Дуже поширеними є рушники з мікрофібри всіх розмірів: маленькі для лиця, середніх розмірів спортивні, або великі туристичні й банні рушники.
- Крім того, мікрофібра використовується для виготовлення фільтрів на виробництві, оскільки цей матеріал дешевший і довговічніший, ніж звичайні губки.[2]